# Oásis de Giarabube
Giarabube (em árabe: الجغبوب; romaniz.: Jaghbub; em italiano: Giarabub) é uma área protegida no nordeste da Líbia próximo a fronteira com o Egito.

## Geografia
O oásis está situada na ponta norte do deserto da Líbia numa depressão. Ao norte do oásis estão escarpas onde a formação de Giarabube, datada do Mioceno Médio, está exposta. Isso forma uma camada composta sobretudo de dolomita, que se dirige a oeste, onde possui 180 metros de espessura e equivale à formação de Marmárica, e a leste tão longe quanto o oásis de Mogra, onde possui apenas 5 metros de espessura e alta concentração de sal. Em Giarabube,  têm 120 metros de espessura e consiste em calcário branco e amarelo, argila, marga e arenito. Fósseis de equinodermos, bivalves, gastrópodes, briozoários são encontrados nessa formação. O oásis de Siuá no Egito Ocidental fica a aproximadamente 100 metros a sudeste numa depressão similar.
A zona de proteção foi estabelecida para fornecer um habitat no qual podem florescer os animais selvagens e plantas nativos. O órgão governamental supervisionando-o é o Comitê Técnico da Vida Selvagem e Parques Nacionais criado em 1990. O oásis é visitado por pássaros, especialmente anseriformes, durante suas migrações anuais. É de interesse particular devido a presença de uma subespécie de berbigão Cardium (edule rectidens), um molusco bivalve marinho.

## História
O oásis de Giarabube foi importante posto de paragem aos comerciantes transaarianos e para peregrinos em direção a Siuá, Cairo e Meca. Em 1856, Maomé ibne Ali Senussi mudou a sede da ordem Senussi de Baida para lá. Giarabube tornou-se uma cidade fortaleza com uma importante universidade islâmica, atrás em prestígio apenas da Universidade de Alazar no Cairo.